# 基态

在一个原子里一个电子的能階: 基态和 激发态. 在吸收能量之后，电子可以从基态跃迁到能量激发态。

基态（ground state）是粒子（包括原子、分子、其电子或原子核）处于其所有可能能级中的最低能级状态，也是未获能前（激发前）所处的最低能量量子态。
由于量子力学里，一个系统可能处于一系列量子态中的一个，而这一系列的量子态依能量（能階）高低排列，定义能量最低的量子态为基态，具有更高能量的状态为激发态。系统一般倾向于占据能量最低的状态，所以基态是研究一个量子系统的重要方面。
在量子场论当中， 基态也被称为“真空态”或“真空”。

## 原子基态
在原子当中，体系的不同量子态由电子轨道刻画，不同的電子軌道具有不同的能量，氢原子有一个电子绕核运动，有某些固定轨道可供它占有。如果这个电子在围绕原子核的半径最小轨道内，则原子的能量最低，称此为原子的基态。如电子在更大的半径上，则原子能量更高，处于激發態。而將一個電子從原子的基態移除所需要的能量稱為游離能。
例如，硼的基态有五个电子，构型是：
- 1s22s22p1